# Microregione di Brejo Santo
Brejo Santo è una microregione dello Stato del Ceará in Brasile, appartenente alla mesoregione di Sul Cearense.

## Comuni
Comprende 5 municipi:
- Abaiara
- Brejo Santo
- Jati
- Milagres
- Penaforte